# Technische Universität Danzig
Die Technische Universität Danzig (polnisch Politechnika Gdańska) ist eine Technische Universität in Danzig.

## Geschichte bis 1945
Die königlich preußische Technische Hochschule Danzig wurde im Jahre 1904 vom Preußischen Ministerium der geistlichen, Unterrichts- und Medizinalangelegenheiten mit Unterstützung der Naturforschenden Gesellschaft in Danzig gegründet. Die Gründung ging auf eine Idee des Unterrichtsministers Gustav von Goßler zurück, der 1892 bis 1902 als westpreußischer Oberpräsident tätig war. Die Hochschule sollte die Ausbildung in den technischen Disziplinen in Danzig, in der Provinz Pommern und in der Provinz Westpreußen fördern. Die Hochschule erhielt als einzige neben der Technischen Hochschule Charlottenburg eine Abteilung für Schiffbau. Ostpreußen hatte mit der Albertus-Universität Königsberg zwar schon lange eine Hochschule, allerdings ohne technische Ausrichtung.
In den von Albert Carsten entworfenen Gebäuden der Fakultäten für Architektur, Bauingenieurwesen, Maschinenbau, Elektrotechnik, Schiffbau, Chemie und Allgemeine Wissenschaften begannen zunächst 246 Studenten ihre Ausbildung. Schon in den Anfangsjahren studierten in Danzig neben Deutschen auch Polen, deren studentische Aktivitäten von den lokalen Behörden überwacht wurden.

Technische Hochschule vor 1913

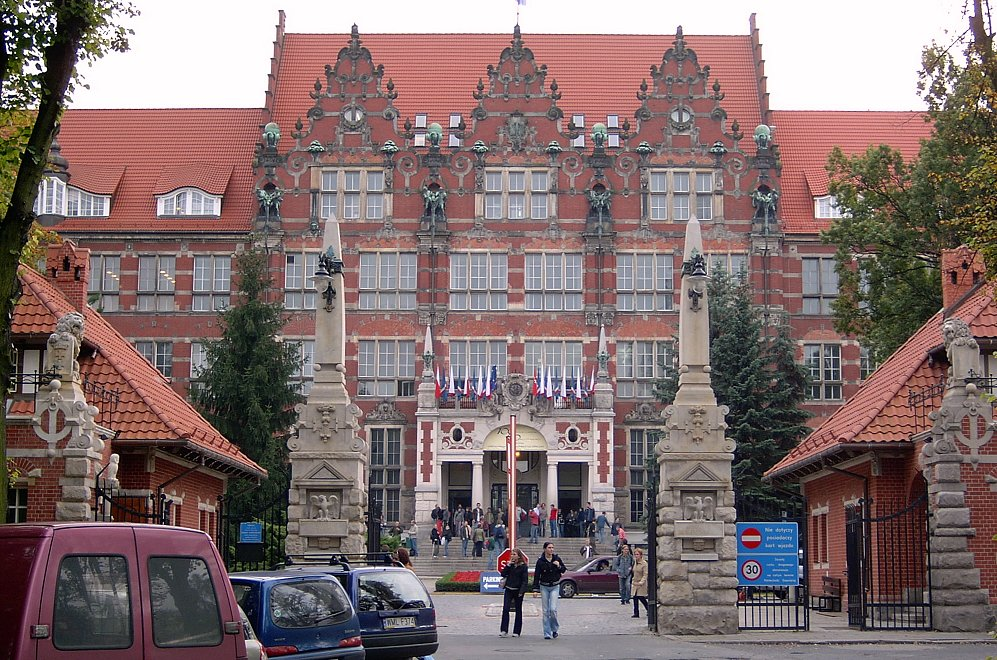
Haupteingang der Universität

Insbesondere die Lehre im Städtebau war in Danzig mit bekannten Professoren besetzt: Den Lehrstuhl für Stadtbauwesen besetzte ab der Gründung der Hochschule Ewald Genzmer (1904–1911); ihm folgte Friedrich Gerlach (1911–1926) und von 1927 bis 1945 Karl August Hoepfner. Den Lehrstuhl für mittelalterliche Baukunst besetzte ab 1904 bis 1907 Friedrich Ostendorf; ihm folgte von 1925 bis 1933 Karl Gruber. Ab 1912 wurde der Lehrstuhl für Baukonstruktion und Städtebau bis 1939 von Otto Kloeppel vertreten.
Nach dem Ersten Weltkrieg wurde Danzig im Versailler Vertrag zur Freien Stadt erklärt und die Hochschule wurde zur „Technischen Hochschule der Freien Stadt Danzig“. Sowohl der polnische Staat, als auch die Danziger Regierung, unterstützt von der Professorenschaft, versuchten die Hochschule unter ihre Kontrolle zu bringen. Eine interallierte Verteilungskommission unter der Führung des späteren Völkerbundskommissars Reginald Tower schloss sich bei ihrer Entscheidung vor allem Danziger Forderungen an und stellte die Hochschule 1921 unter die Verwaltung des Danziger Senats. Die Unterrichtssprache blieb Deutsch und polnischen Studierenden sollte „Parität“ eingeräumt, sowie ein Lektorat für polnische Sprache eingerichtet werden.
In der Zwischenkriegszeit hatte die Hochschule jährlich circa 1500 Studierende. Nur ein kleiner Teil stammte aus dem Gebiet der Freien Stadt, die Mehrzahl kam aus dem Deutschen Reich, gefolgt von Polen und Ukrainern. Außerdem studierten in Danzig Esten, Russen, Griechen, Jugoslawen und viele andere Nationalitäten. Die Hochschulleitung, unterstützt vom Deutschen Reich und der dort ansässigen Gesellschaft der Freunde der Technischen Hochschule Danzig, gewährte für das Studium in Danzig finanzielle Unterstützung für Reichsdeutsche und Angehörige der deutschen Minderheit in Polen. Ziel war es den Zuzug polnischer Studierender so gering wie möglich zu halten. Auch ukrainische Studierende mit polnischer Staatsangehörigkeit bekamen verdeckt finanzielle Unterstützung, da sie als Polen registriert werden konnten, aber die antipolnische Ausrichtung der Hochschule unterstützten. Hunderte polnischer Studierender absolvierten erfolgreich ein Studium an der Hochschule, aber es gab in Danzig keine polnischen Dozenten. Einen Allgemeinen Studentenausschuss gab es an der TH Danzig nicht, stattdessen wurde 1921 eine Deutsche Studentenschaft gegründet, um polnischen Studierenden in einer demokratisch gewählten Gesamtvertretung kein Mitspracherecht einräumen zu müssen.
Außerhalb der Lehrveranstaltungen waren die Studierenden weitgehend getrennt und teilten sich in zumeist ethnisch dominierte Gruppen auf. Die deutschen Studierender bewohnten Einrichtungen wie die ehemalige Festung auf dem Hagelsberg und nutzen das deutsche Studentenhaus. Den polnischen Studierenden standen Gebäude innerhalb der polnischen Siedlung in Langfuhr zur Verfügung. Es gab in Danzig eine große Anzahl an Studentenverbindungen und unter den deutschsprachigen Hochschulen hatte die TH Danzig den höchsten Anteil an Korporierten. Die farbentragenden Studentenverbindungen dominierten nicht nur die Deutsche Studentenschaft, sondern auch die polnische Dachorganisation Bratnia Pomoc (dt. Bruder Hilfe) und die ukrainische Osnowa.
42 Danziger Professoren unterschrieben im Jahr 1933 das Bekenntnis der deutschen Professoren zu Adolf Hitler und die Deutsche Studentenschaft schloss sich dem Nationalsozialistischen Deutschen Studentenbund an. Im Februar 1939 kam es an der Hochschule zu gewalttätigen Ausschreitungen gegen polnische Studierende und diese wurden den Hochschulräumen verwiesen. Die Hochschule unter Leitung des Rektors und SA-Sturmbannführers Ernst Pohlhausen verweigerte ihnen die Fortsetzung des Studiums.
Nach dem Überfall auf Polen wurde die Hochschule 1941 wieder eine staatliche Institution des Deutschen Reichs. Das Gebäude diente auch als Lazarett. Im Januar 1945 sollten Dokumente der Danziger Hochschulen mit der Wilhelm Gustloff nach Westdeutschland verbracht werden. Sie gingen mit ihr unter.

## Geschichte ab 1945

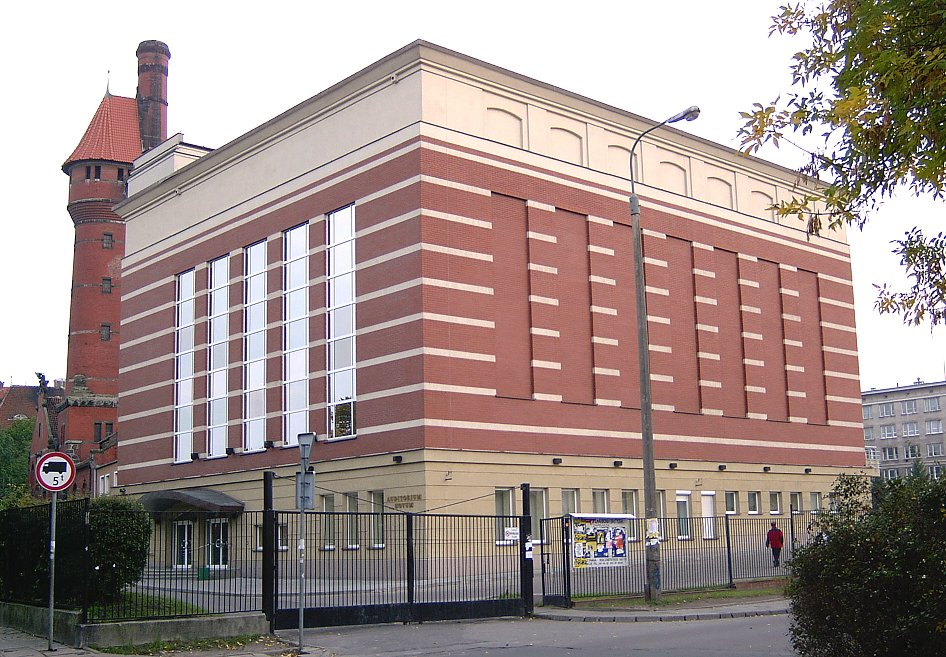
Auditorium Novum

Am 24. Mai 1945 setzte die polnische Regierung ein Dekret in Kraft, welches die Hochschule in die heutige Staatliche Technische Universität umwandelte. Die neue Universität wurde bezüglich ihrer Zahl an Angestellten und Studierenden zu einer großen Einrichtung: Heute ist sie die größte Universität ihrer Art im Norden Polens und eine der größten in ganz Polen.
Die Technische Universität Danzig hat volle akademische Rechte, also auch die der Promotion und Habilitation. Sie hat eine hohe nationale und internationale Reputation als ein bedeutendes Zentrum der Wissenschaft. Internationale Tagungen, die an der Technischen Universität Danzig veranstaltet werden, bieten die Möglichkeit zu hervorragendem wissenschaftlichen und persönlichen Gedankenaustausch.

## Liste der Rektoren seit 1904
| bis 1945 | ab 1945 |
| --- | --- |
| - 1904–1907: Hans von Mangoldt - 1907–1909: Reinhold Krohn - 1909–1912: Adelbert Matthaei - 1912–1913: August Wagener - 1913–1915: Alfred Wohl - 1915–1917: Hans Lorenz - 1917–1919: Friedrich Schilling - 1919–1923: Otto Schulze - 1923–1924: Gerhard de Jonge - 1924–1925: Julius Sommer - 1925–1926: John Jahn - 1926–1927: Otto Kloeppel - 1927–1928: Gerhard Schulze-Pillot - 1928–1929: Hermann Stremme - 1929–1930: Eberhard Buchwald - 1930–1931: Otto Lienau - 1931–1932: Fritz Krischen - 1932–1934: Otto Eberhard Heuser - 1934–1941: Ernst Pohlhausen - 1941–1945: Egon Martyrer | - 1945–1946: Stanisław Łukaszewicz - 1946–1949: Stanisław Turski - 1949–1951: Paweł Szulkin - 1951–1954: Robert Szewalski - 1954–1956: Stanisław Huckel - 1956–1960: Wacław Balcerski - 1960–1966: Kazimierz Kopecki - 1966–1968: Władysław Bogucki - 1968–1970: Stanisław Rydlewski - 1970–1975: Janusz Staliński - 1975–1978: Tomasz Biernacki - 1978–1981: Marian Cichy - 1981–1984: Jerzy Doerffer - 1984–1987: Eugeniusz Dembicki - 1987–1990: Bolesław Mazurkiewicz - 1990–1996: Edmund Wittbrodt - 1996–2002: Aleksander Kołodziejczyk - 2002–2008: Janusz Rachoń - 2008–2016: Henryk Krawczyk - 2016–2019: Jacek Namieśnik - 2019–....: Krzysztof Wilde |

## Bekannte Schüler (Auswahl)
- Erich Dieckmann (1896–1944), Tischler, Möbeldesigner am Bauhaus, Architekt und Hochschullehrer

## Trivia
Der Roman Castorp von Paweł Huelle basiert auf einem Satz aus dem Roman Der Zauberberg von Thomas Mann: „Damals hatte er vier Semester Studienzeit am Danziger Polytechnikum hinter sich…“. Huelles Roman beschreibt das Studium an der neu gegründeten Hochschule, das Leben in Danzig, die politischen Hintergründe und das persönliche Schicksal Castorps vor allem in den ersten zwei Semestern.